# Бреолунђи (Кунео)
Бреолунђи је насеље у Италији у округу Кунео, региону Пијемонт.
Према процени из 2011. у насељу је живело 137 становника. Насеље се налази на надморској висини од 392 м.